# Редькин, Пётр Тимофеевич
Пётр Тимофеевич Редькин (01.05.1841 — 09.09.1916) — русский офицер, генерал от инфантерии. Участник Русско-турецкой войны (1877—1878). Болгарский офицер, полковник Болгарская армия.

## Биография
Родился 1 мая 1841 года в дворянской семье Оренбургской губернии, имел брата и сестру Хрисанфа (позже полковник) и Александру. Окончил Оренбургский кадетский корпус. Был произведен в прапорщики с назначением в 1-й Оренбургский линейный батальон (1859 г.).
В 1863—1868 участвовал в боевых действиях в Средней Азии, в 1866 был ранен, за боевое отличие награжден орденами св. Владимира 4 ст. с мечами и бантом, св. Станислава 2 ст. с мечами и короной, св. Анны 2 ст. с мечами и короной, золотым оружием, чинами подпоручика, поручика и штабс-капитана.
С 1872 г. — капитан, с 1876 г. — майор. Участвовал в Русско-турецкой войне (1877—1878) в качестве командира 4-й роты Болгарского ополчения. Он храбро сражался в при обороне Шипки, за боевое отличие получил подполковника (2 ноября 1877 г.). С 1879 — полковник.
10 августа 1882 г. он был уволен с русской службы и переведён в Болгарскую армию, где был назначен начальником Восточного военного управления и  Командующим 4-й пехотной дивизии. 21 августа 1885 г. вернулся на русскую службу.
Ушел в отставку в 1904 с присвоением звания генерала от инфантерии.
Последние годы жизни провёл в селе Дачное Одесской области. Умер 9 сентября 1916 г.

## Награды
- Орден Святого Владимира IV степени с мечами и лентой (1865 г.)
- Золотое оружие «За храбрость» (1865 г.)
- Орден Святого Станислава II степени с мечами (1867 г.)
- Орден Святого Станислава II степени с императорской короной и мечами (1867 г.)
- Орден Святой Анны II степени с мечами (1869)
- Орден Святой Анны II степени с императорской короной и мечами (1870 г.)
- Орден Святого Владимира III степени (1885 г.)
- Орден Святого Станислава I степени (1897)
- Доброжелательность монарха (1898)
- Монархическая доброжелательность (1901)
- Знак за 40 лет безупречной службы (1901 г.)
- Орден «Святой Александр» III степени, Княжество Болгария (1902)
- Орден «За военные заслуги» III степени, Княжество Болгария (1902 г.)
- Орден «Такова» III степени, Королевство Сербия

## Семья
Петр Редькин женат на Любови Александровне Станюкович (1857—1936), дочери писателя и музыканта А. М. Станюковича, от которой у них были семеро детей:
- Александр Петрович (1881—1972) — полковник лейб-гвардии Павловского полка, герой Первой мировой войны, участник Белого движения.
- Петр Петрович (1882—1945),
- Мария Петровна (1886—1970) - жена военного инженера, генерал-лейтенанта Нестора Алоизиевича Буйницкого (1863-1914).
- Сергей Петрович (1889—1923),
- Нина Петровна (1890 −1978)
- Владимир Петрович (1892—1949)
- Георгий Петрович (1894—1968) — подпоручик 191-го пехотного Ларго-Кагульского полка, герой Первой мировой войны, участник Белого движения.